# Burgruine Landskron
Burgruine Landskron är en ruin i Österrike. Den ligger i distriktet Villach Stadt lite utanför stadens nordöstra del.
I omgivningarna runt Burgruine Landskron växer i huvudsak blandskog. Slottet var under medeltiden i Habsburgska monarkins ägo. Under 1500-talet övergick byggnaden till ätten Khevenhüller. En längre tid fick slottet ingen vård och det blev en ruin. Efter Andra världskriget utfördes renoveringar. I byggnaden hölls evenemang med rovfåglar.